# 出頭天進行曲
《出頭天進行曲》（英語：March of Democracy）是一首以台語所譜寫的歌曲。1980年，由蕭泰然作曲、許丕龍作詞，常出現在黨外運動遊行的場合。蕭泰然也因為這首歌被國民黨政府列入黑名單，長達10年無法返台。

## 歌詞節錄
咱欲出頭天　咱欲出頭天　有一日欲出頭天

台灣同胞堅心決志　咱的前途靠自己

族群合一目標一致　獨立建國出頭天